# Suzanne Lenglen

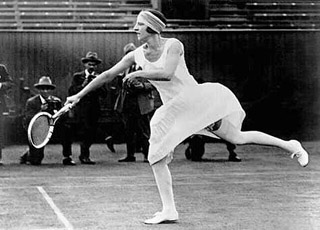
A wimbledoni teniszbajnokságon, 1925. június 29.

Suzanne Rachel Flore Lenglen (Párizs, 1899. május 24. – Párizs, 1938. július 4.) francia teniszezőnő, kétszeres olimpiai aranyérmes, egyéniben és párosban nyolcszoros, vegyes párosban ötszörös Grand Slam-győztes. 
Pályafutása során egyéniben 81 tornagyőzelmet ért el, 341 mérkőzést nyert és csak hét alkalommal vesztett, amely 97,99%-os eredmény, és rekordnak számít. Párosban 73, vegyes párosban 11 versenyen győzött. Wimbledonban három alkalommal is, 1920-ban, 1922-ben és 1925-ben megnyerte az egyéni, a páros és  a vegyes páros küzdelmeket is. 1921–1926 között állt a világranglista első helyén.
1978-ban a teniszhírességek csarnokának (International Tennis Hall of Fame) tagjai közé választották.

## Pályafutása
Az 1920-as antwerpeni olimpián egyesben, és Max Decugis oldalán vegyes párosban lett aranyérmes. Női párosban, Élisabeth d’Ayen társaként bronzérmet szerzett. 1914 és 1926 között huszonegy Grand Slam-tornát nyert meg, ebből nyolcszor egyéniben győzött. Hatszor nyerte meg a Roland Garrost, két-két alkalommal egyéniben, párosban és vegyes párosban. Tizenöt wimbledoni győzelmet aratott: egyéniben és párosban hat-hat alkalommal, vegyes párosban háromszor. Négy alkalommal győzött a World Hard Court Championships tornán, amely a Roland Garros elődjének tekinthető.
1926-ban, a nők között elsőként profi karrierre váltott. 1926–1927-ben részt vett egy hosszú amerikai bemutatósorozaton, amelyen 38 mérkőzést játszott, és ez kikezdte egészségi állapotát. Orvosai tanácsára visszavonult az aktív játéktól, és egy tenisziskolát alapított, és több könyvet írt a teniszről.
Extravagáns és temperamentumos stílusával és a pályán mutatott briliáns játékával ő volt az, aki igazán népszerűvé tette a női teniszt, az első „sztár” a női teniszezők között. Még filmekben is szerepelt. Harminckilenc évesen, leukémiában hunyt el. Róla nevezték el a Roland Garros második legnagyobb nézőtérrel rendelkező pályáját.

## Legjelentősebb döntői

### World Hard Court Championships

#### Egyéni: 4 (4 győzelem)
| Eredmény | Év   | Bajnokság                          | Borítás | Ellenfél a döntőben | Eredmény a döntőben |
| -------- | ---- | ---------------------------------- | ------- | ------------------- | ------------------- |
| Győztes  | 1914 | World Hard Court Championships     | Salak   | Germaine Golding    | 6–3, 6–2            |
| Győztes  | 1921 | World Hard Court Championships (2) | Salak   | Molla Mallory       | 6–2, 6–3            |
| Győztes  | 1922 | World Hard Court Championships (3) | Salak   | Elizabeth Ryan      | 6–3, 6–2            |
| Győztes  | 1923 | World Hard Court Championships (4) | Salak   | Kitty McKane        | 6–2, 6–3            |

### Grand Slam tornák

#### Egyéni: 8 (8 győzelem)
| Eredmény | Év   | Bajnokság                | Borítás | Ellenfél a döntőben       | Eredmény a döntőben |
| -------- | ---- | ------------------------ | ------- | ------------------------- | ------------------- |
| Győztes  | 1919 | Wimbledon                | Fű      | Dorothea Lambert Chambers | 10–8, 4–6, 9–7      |
| Győztes  | 1920 | Wimbledon (2)            | Fű      | Dorothea Lambert Chambers | 6–3, 6–0            |
| Győztes  | 1921 | Wimbledon (3)            | Fű      | Elizabeth Ryan            | 6–2, 6–0            |
| Győztes  | 1922 | Wimbledon (4)            | Fű      | Molla Mallory             | 6–2, 6–0            |
| Győztes  | 1923 | Wimbledon (5)            | Fű      | Kitty McKane              | 6–2, 6–2            |
| Győztes  | 1925 | French Open (5)          | Salak   | Kitty McKane              | 6–1, 6–2            |
| Győztes  | 1925 | Wimbledon (6)            | Fű      | Joan Fry Lakeman          | 6–2, 6–0            |
| Győztes  | 1926 | French Championships (6) | Salak   | Mary Browne               | 6–1, 6–0            |